# Fogacho (folclore)
Os fogachos ou "candeinhas" são espírito do folclore português. Os fogachos são, segundo as crenças, almas penadas, criancinhas que morreram sem baptismo e que aparecem sobre a forma de pequenas luzinhas. 
"Onde aparecem dão-se quase sempre cenas deveras enternecedoras. A serdes pais, e se um d'eles vier um dia ao vosso encontro, lentamente, com passos incertos, a mostrar- vos a sua mortalhazinha húmida e a sua luzinha apagada pelas muitas lágrimas que chorastes, — enxugando os vossos olhos, aconchegai-o contra o vosso coração, sem nada dizer, para que o calor do vosso seio o aquente e não mais lhe amargureis a sua melancolica sina."